# Ca l'Arnau (Cabrera de Mar)
Ca l'Arnau és un edifici de Cabrera de Mar (Maresme) inclòs a l'Inventari del Patrimoni Arquitectònic de Catalunya.

## Descripció
Es tracta d'una casa pairal amb teulada a quatre vessants, de planta baixa, pis i golfes. A la façana principal hi ha un rellotge de sol amb la data mig esborrada. A la façana lateral hi ha la porta d'accés a l'habitatge dels masovers i a l'altura del primer pis una galeria amb arcades.

## Història
Aquesta casa, construïda l'any 1871, fou restaurada per l'arquitecte Coderch l'any 1950 i es transformà la part destinada a magatzems agrícoles en habitatge pels masovers.